# Gåtfull skogsblomfluga
Gåtfull skogsblomfluga (Dasysyrphus postclaviger) är en tvåvingeart som först beskrevs av Stys och Moucha 1962.  Gåtfull skogsblomfluga ingår i släktet skogsblomflugor, och familjen blomflugor. Det är osäkert om arten förekommer i Sverige.